# Рондслоттет
Рондслотте — найвищий пік в гірській системі Рондане у Норвегії. Вершина лежить на кордоні між муніципалітетами Довре в окрузі Оппланн і Фоллдал в окрузі Гедмарк і має висоту 2 178 м над рівнем моря.

## Назва
Назва походить від видовженого, вузького озера Рондватнет (норв. Rondvatnet). Старонорвезьке «rǫnd» означає «видовжений», «стрічка», що вказує на форму озера, що раніше називалося Rond. Інший приклад використання цього кореня в топонімах — озеро Рондсфйорд (Вест-Оппланн, Норвегія). Вершина Рондслотте дістала свою нинішню назву в 1875 р., що була запропонована одним із туристів.